# Форс-мажори: Лос Анджелес
«Форс-мажори: Лос Анджелес» (англ. Suits: L.A.) — майбутній американський юридичний драматичний телесеріал, створений Аароном Коршем для NBC. Це спін-офф телесеріалу «Форс-мажори» прем’єра якого відбулась 23 лютого 2025 року. В травні 2025 року телесеріал було закрито після першого сезону.

## Актори та персонажі

### Головний склад
- Стівен Амелл – Теж Блек
- Джош Макдермітт – Стюарт Лейн
- Лекс Скотт Девіс – Еріка Ролінс
- Браян Грінберг – Рік Додсен

### Другорядний склад
- Вікторія Джастіс – Ділан Прайор
- Той Вінбуш – Кевін
- Еліс Лі – Леа
- Гебріел Махт – Гарві Спектер

### Гостьова роль
- Рік Гоффман – Луїс Літт
- Меггі Грейс – Аманда Стівенс
- Крістен Гаґер – Валері Томпсон

## Виробництво

### Розробка
12 жовтня 2023 року було оголошено, що розробляється додатковий серіал «Форс-мажори» без назви, а Аарон Корш виступає в якості шоураннера. 1 лютого 2024 року NBC надала пілотне замовлення Форс-мажори: Лос Анджелес режисером стала Вікторія Махоні. 28 грудня 2023 року було повідомлено, що дія спін-оффу відбудеться в Лос-Анджелесі. Серіал створює Аарон Корш, який як очікується, стане виконавчим продюсером разом із Девідом Бартісом, Дагом Ліманом, Джином Кляйном і Вікторією Махоні. Виробничими компаніями, які беруть участь у серіалі, є Hypnotic і Universal Content Productions. 7 серпня 2024 року було повідомлено, що персонаж Тед Блек був натхненний Тедом Червіном, агентом CAA та колишнім керуючим директором ICM Partners.

### Кастинг
У лютому 2024 року на головні ролі були обрані Стівен Амелл, Джош Макдермітт, Лекс Скотт Девіс. У березні 2024 року Браян Грінберг долучився до телесеріалу. Крім того, Трой Вінбуш і Еліс Лі приєдналися до акторського складу як запрошені зірки, але вони будуть повторюватися, якщо пілот буде вибрано для серіалу. У жовтні 2024 року повідомлялося, що Джон Еймос взяли на роль запрошеної зірки.

### Зйомки
1 серпня 2024 року було повідомлено, що виробництво серіалу було перенесено з Ванкувера до Лос-Анджелеса. Пілот знімали у Ванкувері.